# Cerkiew Przeniesienia Relikwii św. Mikołaja w Olchowcu
Cerkiew Przeniesienia Relikwii św. Mikołaja z Myr Licejskich do Bari w Olchowcu – parafialna cerkiew greckokatolicka znajdująca się w Olchowcu, wzniesiona w 1934.
Obiekt wpisany na listę zabytków w 1993 i włączony do podkarpackiego Szlaku Architektury Drewnianej.

## Historia
Pierwsza cerkiew w Olchowcu powstała lub została przeniesiona z innej miejscowości w 1792. Jeden z trzech dzwonów, jakie posiadała, do dziś znajduje się w świątyni ustawionej na jej miejscu w 1934, kiedy rozebrano starą cerkiew. Nowa budowla poważnie ucierpiała w czasie II wojny światowej, kiedy trafiona pociskiem straciła większość wyposażenia z ikonostasem w pożarze, został uszkodzony również dach. Bezpośrednio po wojnie mieszkańcy podjęli pewne prace zabezpieczające, przerwane przez akcję „Wisła”.
W latach 40. XX wieku z pozostawionej bez opieki cerkwi rozkradziono znaczną część wyposażenia. Następnie cerkiew została zaadaptowana na kościół. W 1950 tylko postawa mieszkańców Olchowca zapobiegła jej rozbiórce, zadekretowanej przez władze. Po 1956, również z inicjatywy miejscowej ludności, dokonano kolejnych niezbędnych napraw we wnętrzu obiektu, współużytkowanego przez katolików obydwu obrządków. Dopiero w latach 80. udało się zamontować w cerkwi nowy ikonostas, a po 1992 przeprowadzić generalny remont.
W 1987 wznowiono w niej nabożeństwa greckokatolickie.

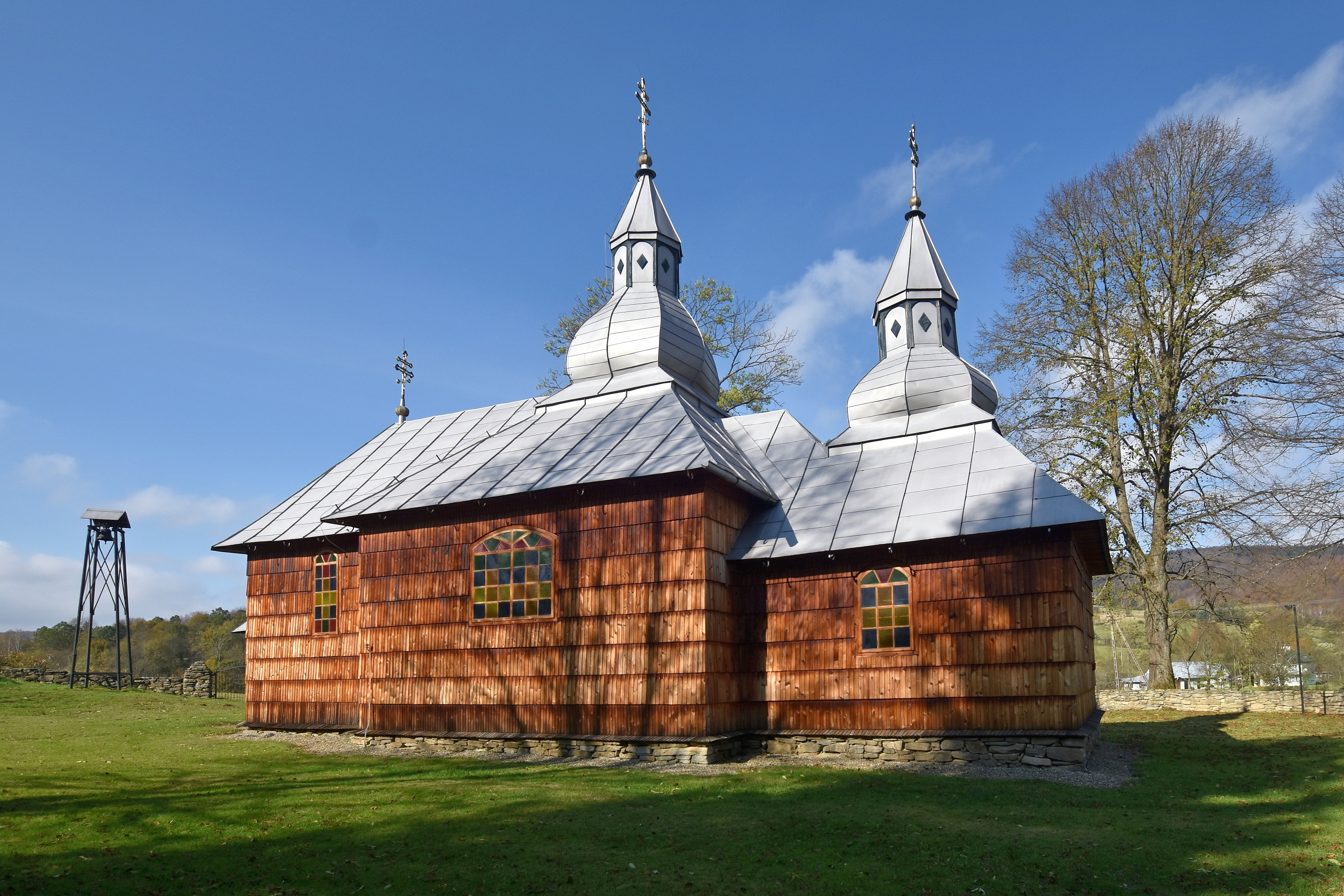
Elewacja południowa
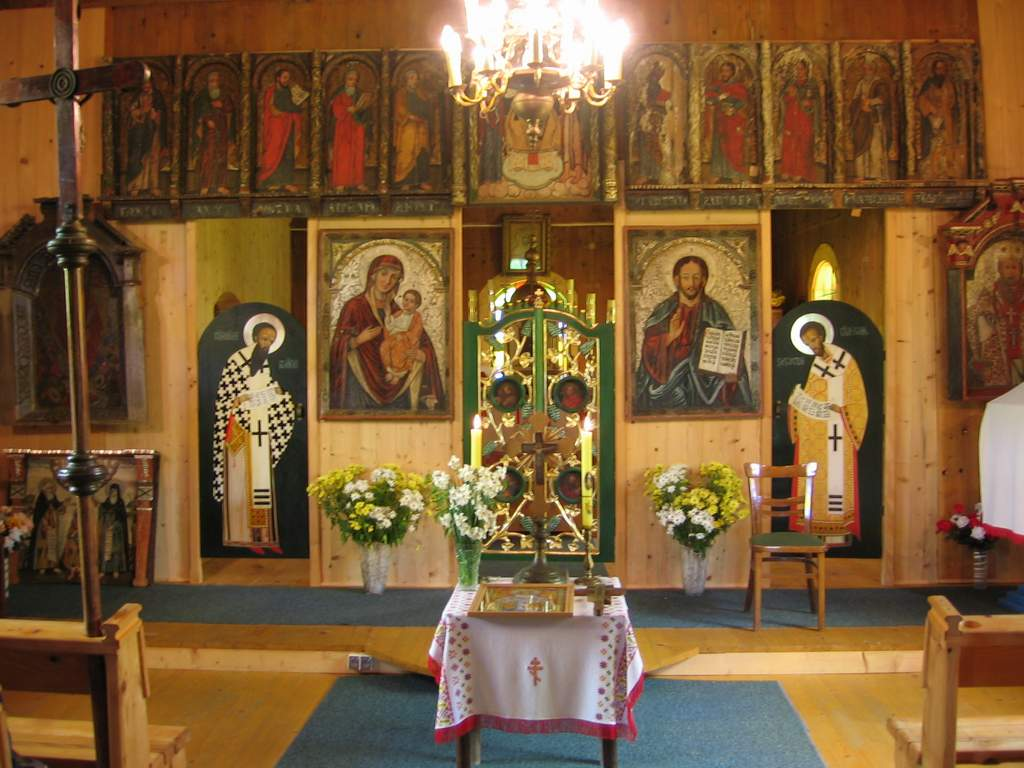
Wnętrze
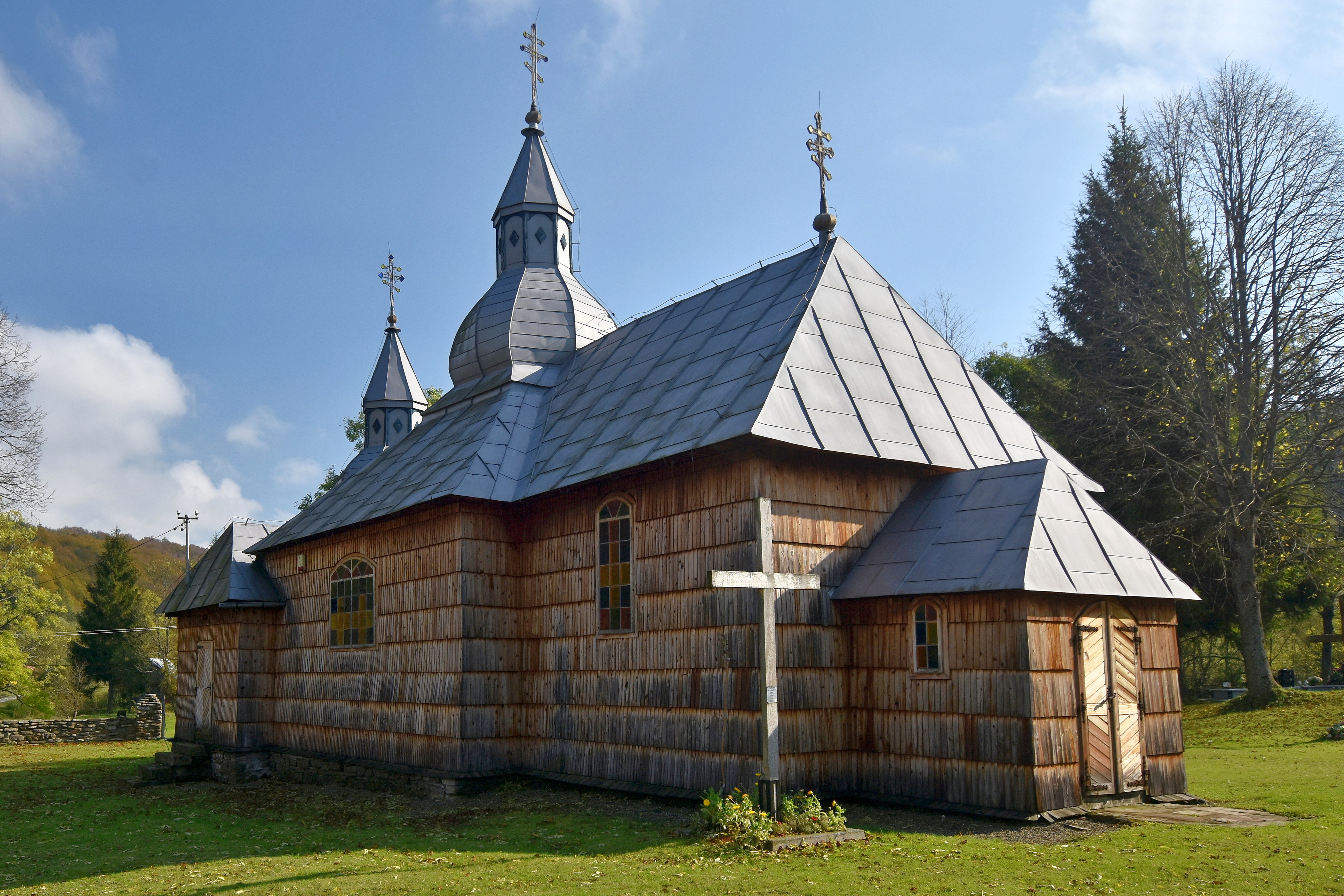
Elewacja północna

Po upadku PRL cerkiew otrzymała również ikony z nieistniejących świątyń w Leszczawce i Ruszelczycach, które posłużyły do budowy nowego ikonostasu w 1989, autorstwa Andrija Stefanowskiego; dotychczasowy ikonostas trafił do cerkwi w Gajach. Świątynia w dalszym ciągu służy katolikom dwóch obrządków – należy do greckokatolickiej parafii w Komańczy oraz do rzymskokatolickiej w Polanach. W 2000 cerkiew wróciła pod jurysdykcję greckokatolickiego władyki w Przemyślu.

## Architektura i wyposażenie
Cerkiew w Olchowcu jest trójdzielna, posiada wyodrębnione prezbiterium, nawę oraz babiniec. Obiekt posiada konstrukcję zrębową, jest zgodnie z tradycją orientowany. Dach cerkwi jest kalenicowy, wzmacniany blachą, wieńczą go dwie kopuły. Okna cerkwi wypełniają witraże.

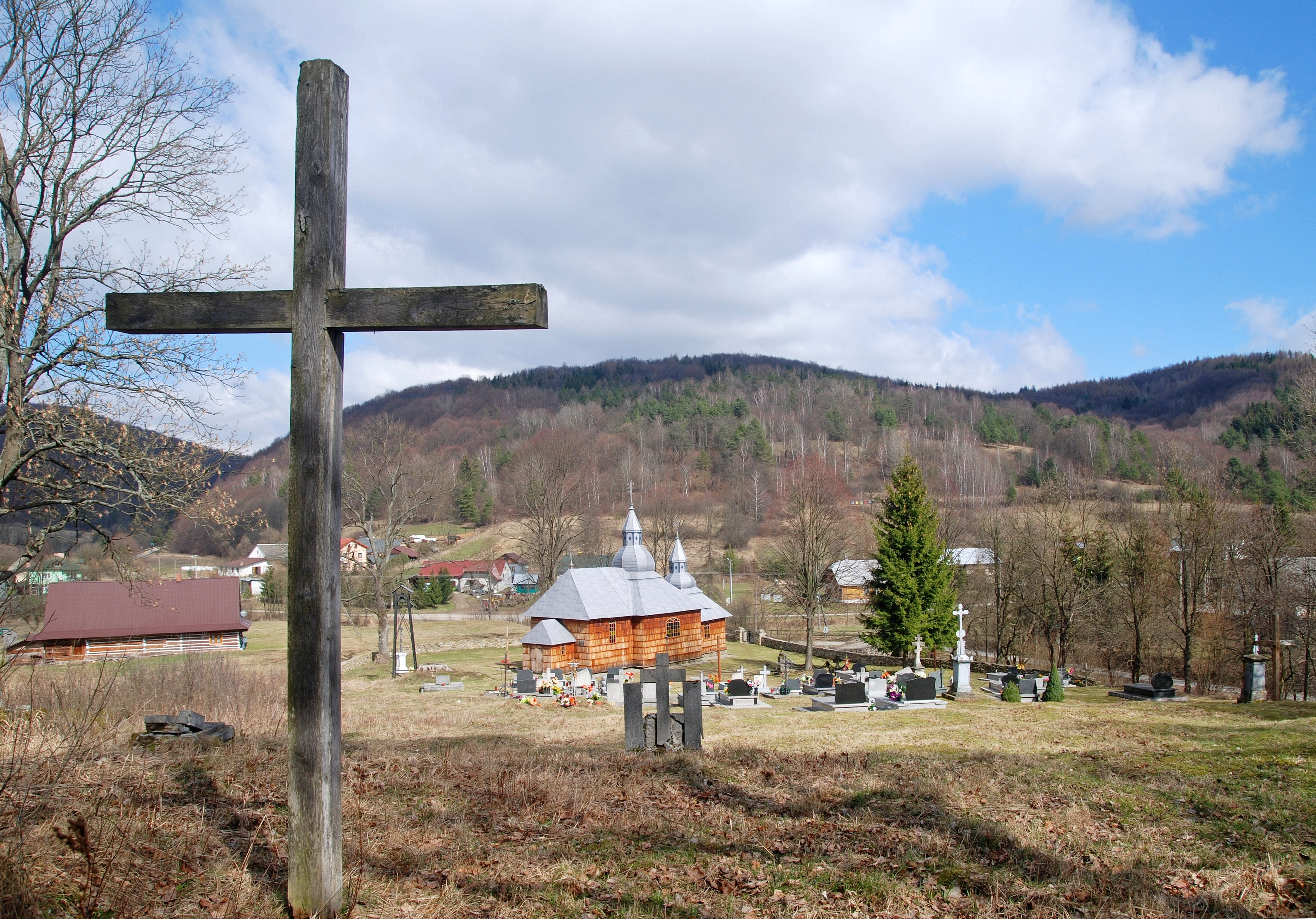
Cmentarz przycerkiewny
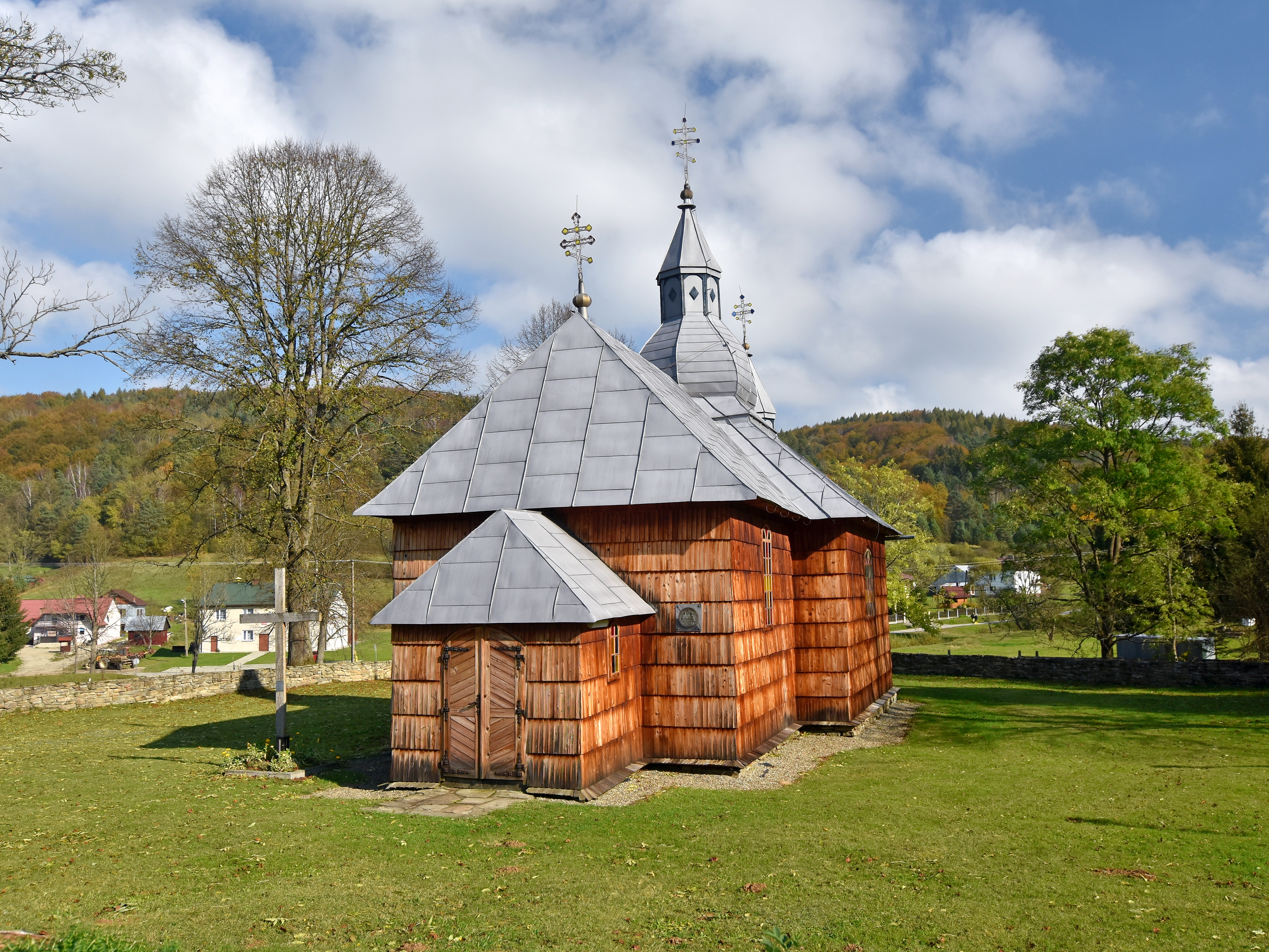
Elewacja frontowa
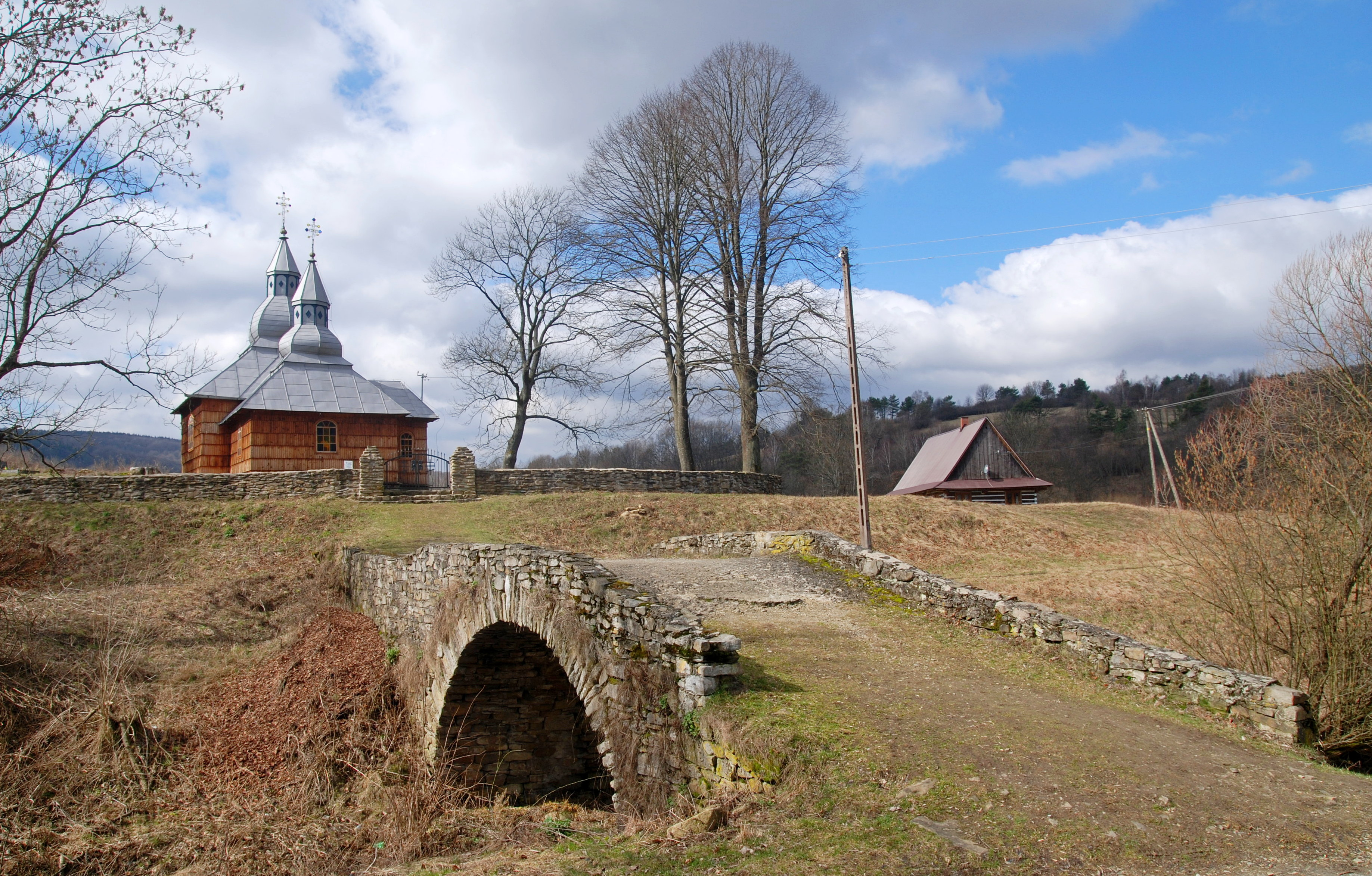
Kamienny mostek

## Otoczenie
Cerkiew otoczona kamiennym murem. Do świątyni prowadzi kamienny mostek, będący unikatem na Łemkowszczyźnie i zabytkiem.